# سان ماركو أرجينتانو
سان ماركو أرجينتانو (بالإيطالية: San Marco Argentano)‏ هي بلدة وبلدية في مقاطعة كوزنسا في إقليم كالابريا في جنوب إيطاليا.
لمدينة لديها تاريخ عريق والمدنية والدينية. وقد بنيت القرية على تلة تطل على الوادي من قبل روبرتو الدوق نورمان (يسمى ’ماكر’)، نورمان الدوق، الذي جعل من البؤرةِ الاستيطانية للاحتلال كالابريا
حتى اليوم هناك المباني في تلك الحقبة، مثل برج نورمان.
في يوم واحد، يقام سوق الأحد على طول الشارع الرئيسي في وسط المدينة التاريخي.
وينتشر أكثر من ارضيها 70 كيلومترا مربعا. يعيش السكان معظمهم في المناطق الريفية.
في منطقة السكك الحديدية نشأت في السنوات الأخيرة منطقة صناعية تجارية كبيرة.
في سان ماركو ارجانطانو،المعروفة باسم مدينة مضيافة، يقيم بشكل دائم أكثر من خمسين عربي بالنسبة لمعظم المغاربة، وهناك مسجد صغير في حي البيانط لا يبعد كثيرا عن المدينة.

## السكان
في سنة 1861 بلغ عدد السكان 5٬425 نسمة، وتطور العدد ليصل في سنة 2011 لـ 7٬282 نسمة.
يظهر هذا المخطط البياني تطور النمو السكاني لـ سان ماركو أرجينتانو

## توأمة
لسان ماركو أرجينتانو اتفاقيات توأمة مع:
- أرجينتان

## أعلام
- بوهيموند الأول